# Парламентские выборы в Великобритании (1820)
Парламентские выборы в Великобритании 1820 года прошли с 6 марта по 4 апреля и стали шестыми парламентскими выборами в истории Соединённого королевства Великобритании и Ирландии после Актов об унии 1800 года. В ходе выборов были избраны 658 членов Палаты общин, нижней палаты парламента Соединённого Королевства.
Выборы были досрочными из-за смерти короля Георга III 29 января 1820 года и состоялись вскоре после Радикальной войны в Шотландии и заговора на Катон-стрит. В этой атмосфере тори под руководством графа Ливерпуля смогли получить существенное большинство над вигами.
Пятый парламент Соединённого Королевства был распущен 29 февраля 1820 года. Новый парламент, ставший первым парламентом в правление короля Георга IV, был созван на своё первое заседание 21 апреля 1820 года на максимальный семилетний срок с этой даты. Максимальный срок мог быть и обычно сокращался, когда монарх распускал парламент до истечения его срока.

## Политическая ситуация
Лидером тори был граф Ливерпуль, который стал премьер-министром в 1812 году после убийства своего предшественника. Лидером Палаты общин был тори Роберт Стюарт, виконт Каслри.
Партия вигов по прежнему страдала от слабого руководства, особенно в Палате общин.
Во время выборов Граф Грей был ведущей фигурой среди вигов в Палате лордов. Последний премьер-министр-виг, лорд Гренвиль, ушёл из активной политики в 1817 году. Вероятно, граф Грей был бы приглашён сформировать правительство, если бы виги пришли к власти, хотя в эту эпоху монарх, а не правящая партия, решал, кто станет премьер-министром.
Лидером оппозиции в Палате общин до своей смерти в 1817 году был Джордж Понсонби, дядя леди Грей. Примерно через год после смерти Понсонби признанным лидером оппозиции в Палате общин неохотно стал Джордж Тирни. Однако после 1819 года он не выполнял функции лидера, хотя и сохранил титул.

## Даты выборов
В тот период в Великобритании не было единого дня выборов. Получив королевский приказ о назначении выборов, местное должностное лицо, ответственное за их проведение, устанавливало график голосования для конкретного избирательного округа или округов, которые входили в сферу его ответственности. Голосование в округах могло продолжаться в течение многих дней, пока депутат не будет избран.
Выборы проходили в течение 5 недель, с 6 марта по 4 апреля 1820 года.